# 2142 Landau
2142 Landau este un asteroid din centura principală, descoperit pe 3 aprilie 1972 de Liudmila Cernîh.